# Gonomyia (Leiponeura) prolixistylus
Gonomyia (Leiponeura) prolixistylus is een tweevleugelige uit de familie steltmuggen (Limoniidae). De soort komt voor in het Neotropisch gebied.